# Ouidah IV
Ouidah IV è un arrondissement del Benin situato nella città di Ouidah (dipartimento dell'Atlantico) con 8.229 abitanti (dato 2006).
Comprende parte della città di Ouidah.